# No Other (Super Junior)
No Other (lingua coreana: 너 같은 사람 또 없어 (No Other)) è un brano musicale della boy band sudcoreana Super Junior, estratto come primo singolo dalla riedizione dell'album Bonamana, quarto lavoro del gruppo. Il singolo è stato reso disponibile come singolo digitale il 25 giugno 2010.

## Tracce
Download digitale
1. No Other - 4:16